# Vernon (Califòrnia)
Vernon és una ciutat dels Estats Units a l'estat de Califòrnia. Segons el cens del 2000 tenia 91 habitants.

## Demografia
Segons el cens del 2000, Vernon tenia 91 habitants, 25 habitatges, i 23 famílies. La densitat de població era de 7 habitants/km².
Per edats la població es repartia de la següent manera: un 37,4% tenia menys de 18 anys, un 6,6% entre 18 i 24, un 34,1% entre 25 i 44, un 15,4% de 45 a 60 i un 6,6% 65 anys o més.
L'edat mediana era de 29 anys. Per cada 100 dones de 18 o més anys hi havia 111,1 homes.
La renda mediana per habitatge era de 60.000 $ i la renda mediana per família de 63.750 $. Els homes tenien una renda mediana de 46.250 $ mentre que les dones 33.750 $. La renda per capita de la població era de 17.812 $. Cap de les famílies estaven per davall del llindar de pobresa.

## Poblacions més properes
El següent diagrama mostra les poblacions més properes.